# 民族阵线 (捷克斯洛伐克)
民族阵线（捷克語：Národní fronta），又称捷克和斯洛伐克民族阵线，是捷克斯洛伐克历史上的一个统一战线组织。1945年3月，该组织成立。该组织的成员有：捷克斯洛伐克共产党、斯洛伐克共产党、民主党、捷克斯洛伐克社会民主党、捷克斯洛伐克民族社会党、捷克斯洛伐克人民党、自由党和劳动党组成。1948年二月事件后，该组织完全由捷克斯洛伐克共产党主导。
1989年以前，该组织的联邦层级成员有17个，捷克民族阵线和斯洛伐克民族阵线的成员分别有28个和26个。它的的成员组织分为三类：一是社会群众组织（包括革命工会运动、合作社中央理事会、农民协会、社会主义青年联盟、捷克斯洛伐克妇女联盟等）；二是利益组织（包括捷克养蜂者协会、捷克小动物饲养者协会、残疾人协会、捷克集邮者协会等）；三是民主党派（包括捷克斯洛伐克共产党、斯洛伐克共产党、捷克斯洛伐克社会党、捷克斯洛伐克人民党、自由党和斯洛伐克复兴党）。1990年2月7日，民族阵线中央停止工作，民族阵线事实上解散。